# Die Kunst der Niederlage
Die Kunst der Niederlage: Eine Geschichte der Kapitulation ist ein historisches Werk von Holger Afflerbach. Es wurde erstmals am 13. März 2013 von C.H.Beck veröffentlicht und beschäftigt sich mit der Geschichte der Kapitulation von der Steinzeit bis zur Gegenwart. Im Zentrum der Betrachtung befinden sich die Kulturtechnik und der Umgang mit den Verlierern.

## Inhalt
Das Buch spannt einen weiten zeitlichen Boden. Er stellt erste Überlegungen zu der Kapitulation in der Steinzeit an und zeichnet den geschichtlichen Verlauf bis zur Gegenwart auf. Räumlich konzentriert es sich vor allem auf Europa, wo das Werkzeug der Kapitulation im Laufe der Zeit immer häufiger angewandt wurde.
Das Buch unterscheidet zwischen „systemischen“ und „unsystemischen“ Kriegen und arbeitet heraus, dass bei letzteren aufgrund einer fehlenden gemeinsamen kulturellen Basis eine Kapitulation seltener vorkam und angenommen wurde.

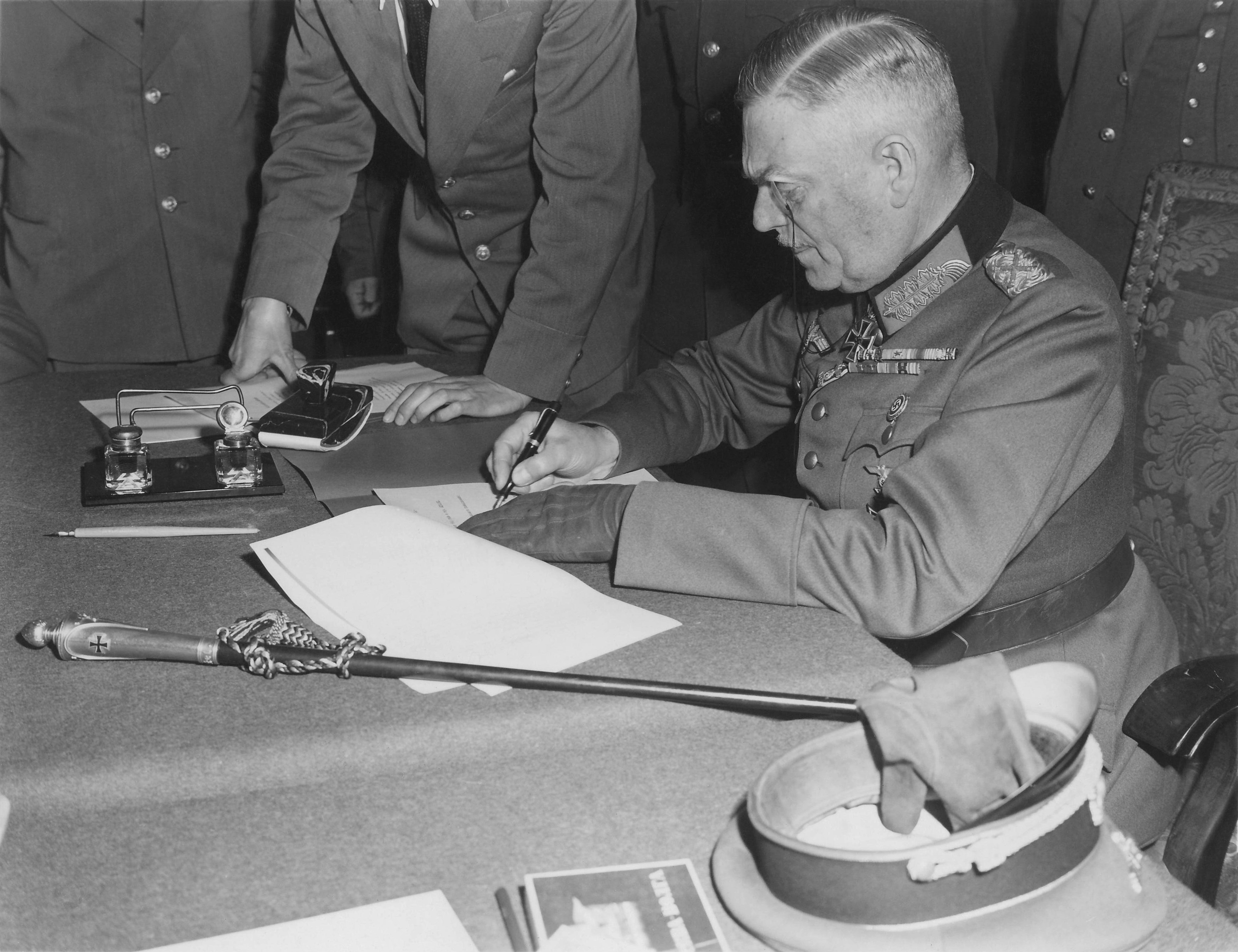
Eine der im Buch analysierten Szenen: GFM Wilhelm Keitel unterzeichnet in der Nacht die bedingungslose Kapitulation der deutschen Streitkräfte nach dem Zweiten Weltkrieg.

Nach Meinung des Autors wurde in der Steinzeit bis zum Tod der Besiegten gekämpft. Im Altertum galt ein strenger Ehrbegriff, der die Kapitulierenden der sozialen Ächtung, der Enteignung oder der Todesstrafe aussetzte. Trotzdem gab es regelmäßige Beispiele. Die Römer etwa akzeptierten in ihrer Hochzeit ausschließlich bedingungslose Kapitulationen. Im Mittelalter wurden dann – für die adelige Schicht – Regelungen eingeführt, die das Aufgeben im Kampf betrafen. Die so in Gefangenschaft geratenen Adeligen konnten oft durch hohe Geldsummen ausgelöst werden. Diese Mechanismen wurden bis zu den Weltkriegen weiter ausgebaut. Nach 1945 kommt dann, vor allem im Westen, noch ein Element der Selbstbindung des Siegers – vor allem durch öffentliche Kontrolle – hinzu. Afflerbach wertet die häufigere Anwendung der Kapitulation als zivilisatorischen Fortschritt, da sie eine Möglichkeit schafft, die Schlacht oder den Krieg vor der vollständigen Vernichtung zu beenden.
Als wichtigsten Grund für die Verbreitung der Kapitulation im Laufe der Zeit gibt Afflerbach das Eigeninteresse der Sieger an, die durch eine vorzeitige Aufgabe der Besiegten eigene Verluste begrenzen können. Die Verlierer mussten sich meist zwischen der Verlust ihrer Ehre oder ihres Lebens entscheiden.
Internationale Regelwerke gegen Gewaltexzesse sieht Afflerbach weniger als treibende Kraft, sondern als Niederschrift dessen, was sich am Schlachtfeld als Praxis herauskristallisiert hat.

## Kritik
In seiner Buchbesprechung für H-Soz-u-Kult bezeichnet Wolfgang Kruse die von Afflerbach gewählte Perspektive als „gut geeignet, die Probleme der Kriegsbeendigung und ihrer Entwicklungstendenzen herauszuarbeiten“ und meint, das Werk biete einen „ebenso beeindruckenden wie anregenden Einblick in die Geschichte des Kriegs“. Allerdings tritt er der, in dem Buch geäußerten These einer „Wendung zum Besseren im Kriege“ mit „einiger Skepsis“ entgegen.
Martin Hubert vom Deutschlandfunk lobte das Buch als „lesenswert“ und behauptet, dass der Leser über „widersprüchliche Fakten genau informiert“ wird. Arno Orzessek spricht in seiner Rezension für das Deutschlandradio Kultur von einem „gelehrten Plädoyer für die Kampf-Option "Aufhören"“ und nennt das Werk „originell“.
In seiner Rezension für Die Zeit bezeichnete Franz Schuh das Buch als „gelehrt“ und ist beeindruckt von den enthaltenen Zitaten, „die den Leser aufstacheln, das Problem angemessen scharf zu sehen“.

## Ausgabe
- Holger Afflerbach: Die Kunst der Niederlage. Eine Geschichte der Kapitulation. C.H. Beck, 2013, ISBN 3-406-64538-0, S. 320 (eingeschränkte Vorschau in der Google-Buchsuche).